# Будинок на вулиці Дорошенка, 41 (Львів)
Будинок за адресою вулиця Дорошенка, 41 у Львові — триповерховий будинок, колишня греко-католицька духовна семінарія i богословська академія, тепер тут географічний факультет Львівського національного університету імені Івана Франка, кафедра іноземних мов, Архів Львівського університету Видавничий центр ЛНУ ім. Івана Франка. Пам'ятка архітектури місцевого значення № 912-Лв.

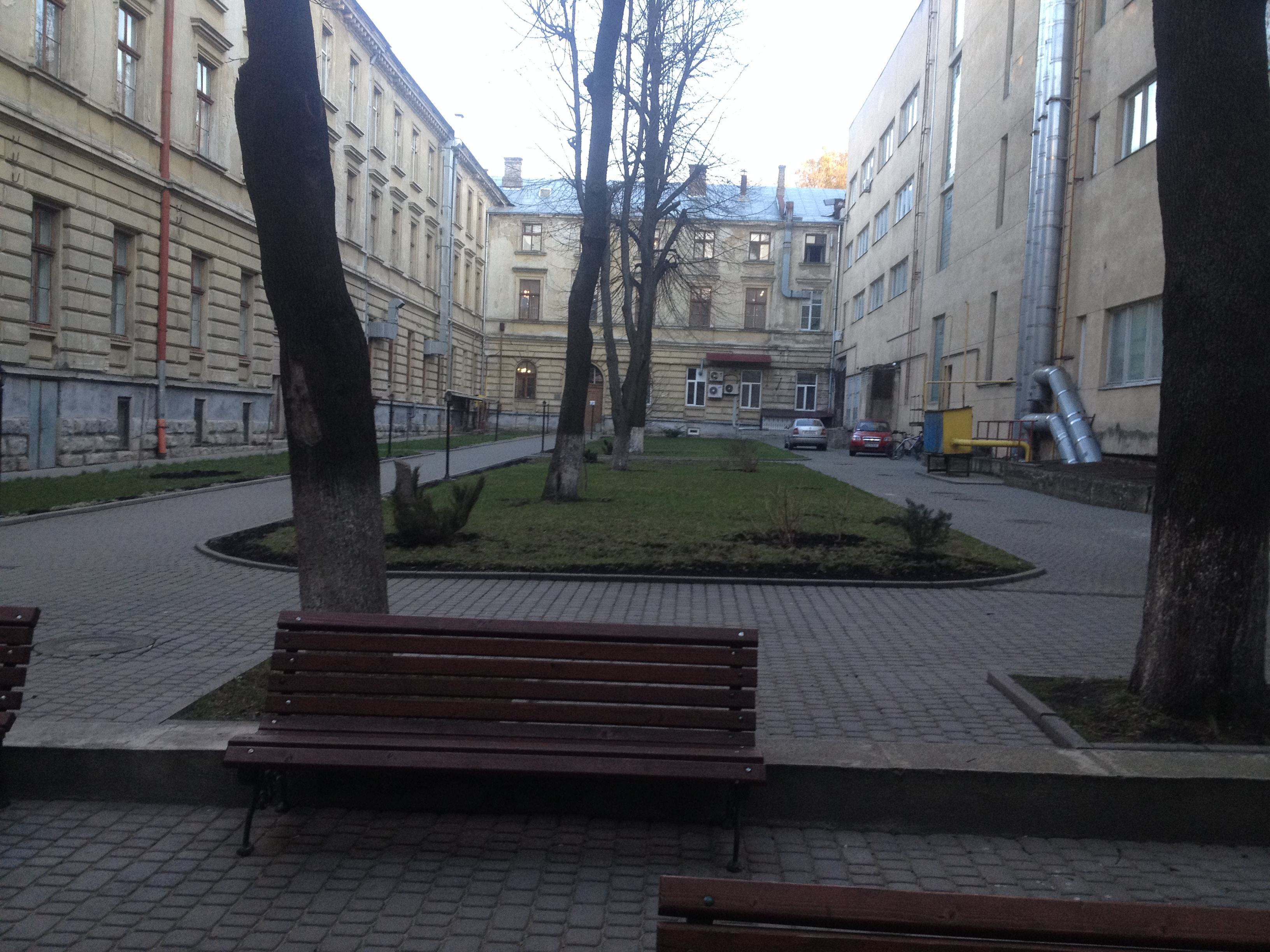
Подвір'я географічного факультету (2015)

## Історія

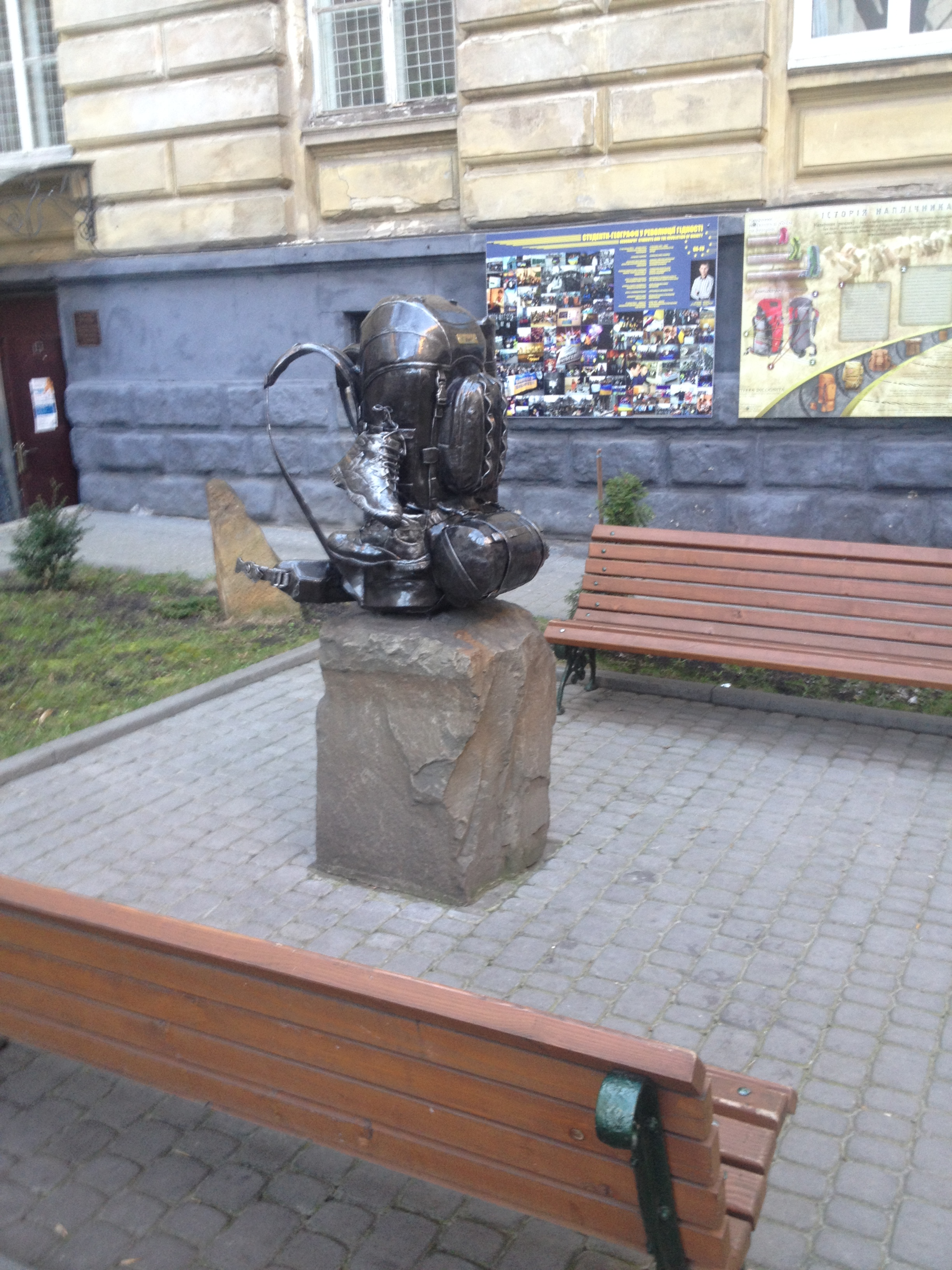
Єдиний у світі пам'ятник наплічнику

На території яку зараз займає географічний факультет, до кінця XVIII ст. розміщувався монастир домініканок разом з великим садом. Цей монастир було закладено 1627 р. на Галицькому передмісті при Сокільницькій дорозі (тепер вул. Коперніка). 1729 р. сестра польського короля Станіслава Лєщинського, Теофілія Вишневецька (Teofilia z Liszczyńskich Wiśniowiecka) - дружина Януша Антонія Вишневецького,стала фундаторкою перебудови монастиря та костелу Св. Катерини Сієнської. Будова тривала до 1750-их років. Тоді за проектом Мартина Урбаніка було збудовано барокову дзвіницю.
Після касаційних реформ імператора Йосифа ІІ у 1783 р. ансамбль монастиря віддали українській громаді під новоутворену Греко-католицьку духовну семінарію (з 1929 р. – Богословська академія), а костел перетворено на семінарську церкву Святого Духа. Тоді у церкві був встановлений п'ятиярусний іконостас роботи художника Луки Долинського, різьбу до якого виконав  Іван Щуровський
Наприкінці XIX ст. відбулось переобладнання приміщень та території семінарії Святого Духа (ділянка між теперішніми вулицями Дорошенка-Коперника-Словацького. Територію яку зараз займають географічний факультет ЛНУ імені Івана Франка (вулиця Дорошенка, 41) та Головна пошта, колись була садом греко-католицької семінарії. Цю велику площу віддали під будівництво нового корпусу семінарії, старі будівлі розібрали. Нові корпуси духовної семінарії збудовані, у неоренесансному стилі,  1889 р. за проектом львівського архітектора Сильвестра Гавришкевича. У другій  частині саду було споруджено Головну пошту (будинок споруджений в 1887-1889 рр., будувала пошту фірма Л. Рамулта і Ю. Цибульського).
Після Першої світової війни половину будівлі займала Духовна Семінарія, а другу половину — гімназія Малої Семінарії. Під час українсько-польської війни будівля сильно постраждала, так як близько розташована до Головної пошти яку польські війська брали штурмом, а потім через підвали семінарії пробралися в середину будівлі пошти. Під час бомбардування Львова 1939 року корпус семінарії було пошкоджено, а будівлю церкви Святого Духа при семінарії зруйновано. З приходом радянської влади почалась насильницька ліквідація Греко-Католицької Церкви, і будівлю віддали Львівському університету, де розмістився студентський гуртожиток та спортзал, потім військова кафедра, а у 1975 географічний факультет. На руїнах церкви у 1950-х роках облаштували спортивний майданчик, а вже у 1970-х тут збудували новий корпус автоматичної телефонної станції, так як старий корпус замалий. Зараз тут географічний факультет, кафедра іноземних мов, Архів Львівського університету Видавничий центр ЛНУ ім. Івана Франка. 

## Архітектура

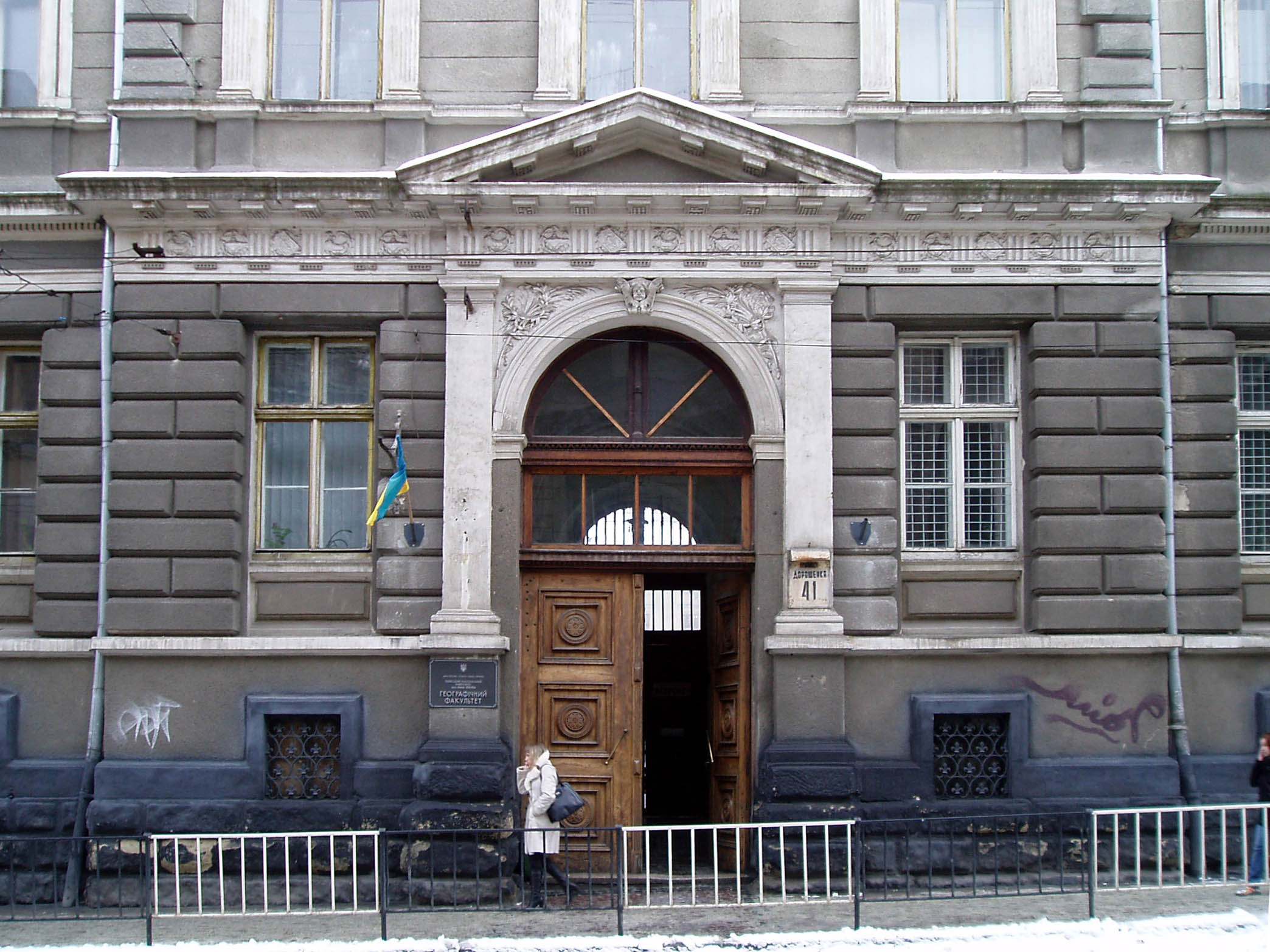
Вхідний портал з боку вулиці Дорошенка

Триповерховий цегляний будинок, тинькований, з високим цокольним поверхом. У плані П-подібний з внутрішнім подвір'ям. Фасад будинку симетричний з трьома розкрепованими частинами, декорований лінійним рустом. По центрі неоренесансний вхідний портал з світликом, прекрашений архівольтом та двома пілястрами тосканського ордеру з трикутним фронтоном. Перший та другий поверх відділяє профільований карниз, який у розкрепованих частинах декорований метопами і тригліфами. Вікна з профільованим обрамуванням, крім першого поверху, на другому поверсі вікна завершені трикутним сандриком, на розкрепованих частинах сегментними сандриками. Будинок завершений профільованим класицистичним карнизом, прикрашеним сухариками, іонікою та кронштейнами, оздобленими листям аканта.